# Catarina (Texas)
Catarina es un lugar designado por el censo ubicado en el condado de Dimmit en el estado estadounidense de Texas. En el Censo de 2010 tenía una población de 118 habitantes y una densidad poblacional de 12,05 personas por km².

## Geografía
Catarina se encuentra ubicado en las coordenadas 28°21′1″N 99°36′55″O / 28.35028, -99.61528. Según la Oficina del Censo de los Estados Unidos, Catarina tiene una superficie total de 9.8 km², de la cual 9.75 km² corresponden a tierra firme y (0.5%) 0.05 km² es agua.

## Demografía
Según el censo de 2010, había 118 personas residiendo en Catarina. La densidad de población era de 12,05 hab./km². De los 118 habitantes, Catarina estaba compuesto por el 91.53% blancos, el 0% eran afroamericanos, el 0% eran amerindios, el 0.85% eran asiáticos, el 0% eran isleños del Pacífico, el 7.63% eran de otras razas y el 0% pertenecían a dos o más razas. Del total de la población el 79.66% eran hispanos o latinos de cualquier raza.